# Iberáfrötangara
Iberáfrötangara (Sporophila iberaensis) är en nyligen beskriven fågelart i familjen tangaror inom ordningen tättingar.

## Utbredning och systematik
Fågeln förekommer endast i våtmarkerna i Iberá i nordöstra Argentina. Den beskrevs som ny fågelart för vetenskapen så sent som 2016. 

## Status
Fågeln kategoriseras av IUCN som nära hotad.